# La Uvilla
La Uvilla är en ort i Dominikanska republiken.   Den ligger i provinsen Baoruco, i den sydvästra delen av landet, 130 km väster om huvudstaden Santo Domingo. La Uvilla ligger 26 meter över havet och antalet invånare är 2 178.
Terrängen runt La Uvilla är huvudsakligen platt, men österut är den kuperad. Runt La Uvilla är det ganska tätbefolkat, med 104 invånare per kvadratkilometer. Närmaste större samhälle är Vicente Noble, 4,1 km nordost om La Uvilla. Omgivningarna runt La Uvilla är en mosaik av jordbruksmark och naturlig växtlighet.